# Кременчуччина
Кременчуччина — регіон, який локалізується вздовж Дніпра, обмежений з лівого боку нижніми течіями Сули та Ворскли (а вряди-годи може сягати і гирла Орелі), з правого – нижньою течією Тясмину і районом навпроти гирла Ворскли. Якщо орієнтуватись на сучасні населені пункти, то це будуть лінії Жовнине—Вереміївка—Царичанка; Чигирин—Мишурин Ріг.
Кременчуччина складається з частин 4-х сучасних областей:
1. Полтавської
  1. Глобинський район (а частково, можливо, і Семенівський)
  2. Кременчуцький район
  3. Козельщинський район
  4. Кобеляцький район
2. Кіровоградської
  1. Світловодський район
  2. Онуфріївський район
  3. Олександрійський район(частково)
3. Черкаської
  1. Чигиринський район (частково)
4. Дніпропетровської
  1. Верхньодніпровський район (почасти)
  2. Царичанський район (частково)

На цій території мешкає сьогодні близько 1 млн осіб, а, отже, до 2 % населення України. Наразі вже також побутує термін Кременчуцька агломерація (у складі міста Кременчук, Світловодськ, Горішні Плавні; райони – Кременчуцький, Козельщинський, Глобинський, Світловодський, Онуфріївський) з населенням 511 тис. осіб.